# Yūki Ōkubo
Yūki Ōkubo (大久保 裕樹?, Ōkubo Yūki; Chiba, 17 aprile 1984) è un ex calciatore giapponese, di ruolo difensore.